# Khasab
Khasab (en árabe: خصب‎, romanizado: Ḫaṣab)  es una ciudad, capital de la provincia o valiato homónimo de Khasab, y de la Gobernación de Musandam, en el norte de Omán.
Está localizada en el estrecho de Ormuz, a 55 kilómetros al noreste de la ciudad de Ras al-Khaimah en los Emiratos Árabes Unidos. 
Es conocida por la pesca y el contrabando desde y hacia Irán, curioso observar a primera hora de la mañana el desembarco de las cabras y por la tarde, la salida de las barcas cargadas en el muelle a lo largo del día. 
Ahora esta convirtiéndose en un destino turístico: 
Su Gran Mezquita se puede visitar, respetando las costumbres musulmanas. Tiene un museo etnográfico en el fuerte de origen portugués situado en el puerto.

## Toponimia
Nombres alternativos: Al Khasab, Al Khasal, Al Khaşab, Al-Khasab, Hasab, Khasab, Khaşab.
El nombre del Khasab aparece registrado en los documentos y mapas elaborados entre 1950 y 1960 por el arabista británico, cartógrafo, militar y diplomático Julian F. Walker, con motivo de los trabajos realizados para el establecimiento de las fronteras entre los entonces denominados Estados de la Tregua, completados más tarde, por el Ministerio de Defensa del Reino Unido, con mapas a escala 1:100 000 publicados a partir de 1971, y en otros documentos anteriores custodiados en los Archivos Nacionales del Reino Unido.

## Población
Toda el área próxima a Khasab, estuvo poblada por la tribu seminómada Shihuh, especialmente por la sección tribal Bani Hadiyah, como ya relata el diplomático e historiador británico John Gordon Lorimer a principios del siglo XX, en su conocida obra Gacetera del Golfo Pérsico, Omán y Arabia Central.